# Sinners (2025)
Sinners is een Amerikaanse bovennatuurlijke horrorfilm uit 2025, geschreven, geregisseerd en mede geproduceerd door Ryan Coogler. De hoofdrol wordt vertolkt door Michael B. Jordan.

## Verhaal
In de Zuidelijke Verenigde Staten in de jaren 1930 proberen de tweelingbroers Smoke en Stack (Michael B. Jordan) hun moeilijke leven achter zich te laten en keren terug naar hun geboorteplaats voor een nieuwe start. Daar ontdekken ze echter dat er een nog groter kwaad op hen wacht.

## Rolverdeling
| Acteur            | Personage         |
| ----------------- | ----------------- |
| Michael B. Jordan | Smoke en Stack    |
| Hailee Steinfeld  | Mary              |
| Miles Caton       | Sammie Moore      |
| Jack O'Connell    | Remmick           |
| Wunmi Mosaku      | Annie             |
| Jayme Lawson      | Pearline          |
| Li Jun Li         | Grace Chow        |
| Delroy Lindo      | Delta Slim        |
| Buddy Guy         | Oude Sammie Moore |

## Productie
In januari 2024 werd er gemeld dat er een titelloze film van schrijver, regisseur en producent Ryan Coogler in ontwikkeling was via zijn productiebedrijf Proximity Media, met Michael B. Jordan in de hoofdrol. Sony Pictures, Warner Bros. Pictures en Universal Pictures waren in een biedingsoorlog verwikkeld om de distributierechten voor de film te verwerven, die een budget had van ongeveer 90 miljoen Amerikaanse dollars. De distributierechten voor de film werden de volgende maand binnengehaald door Warner Bros.

## Release en ontvangst
Sinners ging op 16 april 2025 in première in België en op 17 april in Nederland. De film ging op 18 april 2025 in première in de Amerikaanse bioscopen. De film kreeg overwegend positieve kritieken van de filmcritici, met een score van 97% op Rotten Tomatoes, gebaseerd op 365 beoordelingen.

### Kassaopbrengsten
Sinners ging in de Amerikaanse bioscopen in première met de verwachting van een bruto-opbrengst in het openingsweekend van 30 à 40 miljoen Amerikaanse dollars in 3308 bioscopen. De film bracht uiteindelijk 45,6 miljoen dollar op in zijn openingsweekend en eindigde daarmee op de eerste plaats aan de kassa. Op 21 april 2025 had de film, samen met de opbrengst van 15,4 miljoen dollar in de andere gebieden, een totale opbrengst van 61 miljoen dollar.